# Ahmedra distincta
Ahmedra distincta är en insektsart som beskrevs av Irena Dworakowska och Chandrasekhara A. Viraktamath 1979. Ahmedra distincta ingår i släktet Ahmedra och familjen dvärgstritar. Inga underarter finns listade i Catalogue of Life.